# زحوم (الكرك)
زحوم قرية تقع على المدخل الشرقي لمدينة الكرك في المملكة الأردنية الهاشمية وتبعد عن مركز المدينة حوالي عشرة كيلومترات.

## الموقع
إلى الشرق منها تقع مدينة الكرك الصناعية وإلى الغرب منها تقع بلدة الثنيةوأدر، وتحيط بها السهول من كل الجهات. هي أول قرية تقابلك عند زيارتك للكرك حيث تقع على المدخل الشرقي للمحافظة.
أسهم موقعها المتوسط وانبساط أراضيها وأصالة أهلها بجعلها مكاناً لسكن خليط من الناس من كل أنحاء المحافظة.

## تاريخها
بُنيت في أربعينيات وخمسينيات القرن الماضي وما قبل، حيث كانت تُبنى في الأردن دولةٌ حديثةٌ نفضت غُبار الإستعمار للتو. عاصرت أراضيها حضارات قديمة كالآشورية والمؤابية وميشع والبابلية والفارسية والغساسنة والسلوقية والنبطية والأيوبية والعثمانية.
تشتهر قرية زحوم بالزراعه وتربية المواشي وتصنيع أجود منتجات الالبان وخاصة لبن الجميد. تتميز القرية بتنوع سكانها من غالبية مناطق الكرك.

## سكانها
يسكنها عشيرة الملاحمة التي هي فخذ من عشيرةالطراونة وعشيرة العضايلة من قبيلة بني ضمرة من كنانة والعلاري والصعوب والبنوي.